# 日本ウェルネス長野高等学校
日本ウェルネス長野高等学校（にほんウェルネスながのこうとうがっこう）は、長野県東筑摩郡筑北村にある高等学校。学校法人タイケン学園が運営する全日制普通科・男女共学の私立高校である。

## 概要
本校は長野県中部、長野市と松本市との間にある筑北村に位置する。校舎は旧・筑北村立本城小学校の跡地を活用。身体障害をもつ生徒でも学校生活に支障がないようバリアフリー化されている。体育に力を入れているほか、農作物の栽培・収穫といったボランティア活動も行っており、地元からは地域活性化への期待が持たれている。

## 沿革

### 略歴
2018年（平成30年）開校。長野県における私立高校の開校は50年ぶりのことであった。

### 年表
- 2015年（平成27年） 9月25日 - 日本ウェルネス高等学校信州筑北キャンパス開校[8]。
- 2018年（平成30年） - 開校[4]（当時・日本ウェルネス筑北高等学校開校[1]）。
- 2020年（令和2年）4月 - 現校名に変更[2]。

## 基礎データ

### 所在地
- 長野県東筑摩郡筑北村西条4228[3]

### アクセス
公共交通機関
JR篠ノ井線・西条駅から徒歩2分間。

### 象徴

#### 制服
- 基準服あり[10]

### 学科
公式ウェブサイトによる。
- 全日制
  - 普通科
    - 総合コース
    - 特殊スポーツコース
    - スポーツコース
    - グローバルコース

## 生徒会活動・部活動など

### 運動部
公式ウェブサイトによる。
- 硬式野球部
- サッカー部
- バドミントン部
- バスケットボール部

### 地域ボランティア活動
- 日本ウェルネス長野高等学校お助け隊[6]

## 著名な出身者
- 赤羽由紘（プロ野球選手）
- 速水将大（プロ野球選手）